# Bolxoi Karai
Bolxoi Karai (en rus: Большой Карай) és un poble de l'óblast de Saràtov, a Rússia, segons el cens del 2010 tenia 1.712 habitants. Pertany al districte municipal de Romànovka.